# اعتداء جنسي من طفل على طفل
يعد الاعتداء الجنسي للأطفال على بعضهم أحد أنواع الاعتداءات الجنسية ضد الأطفال عندما يُعتدى على طفل جنسيًا من أطفال مثله أو من بعض المراهقين، بالتالي لم يشارك في هذا الاعتداء أي شخص بالغ. ويتضمن هذا استخدام الأطفال المعتدين بعض الأساليب لإخضاع ضحاياهم من الأطفال عن طريق استخدام القوة، التهديد، الخداع أو التلاعب بالعواطف. ويتضمن أيضًا الممارسات الجنسية التي يكون الضحية فيها على غير علم بطبيعتها ويشارك بها ويستمر دون علمه أو فهمه لطبيعة الجنس أو مدى خطورة عواقب هذه الممارسات. يجب التفريق بين هذا النوع من الاعتداء وألعاب استكشاف الأعضاء التناسلية العادية عند الأطفال (مثل لعبة الطبيب والمريض)، والتي تكون بدافع الفضول واستكشاف أعضاء الجسم. أما الاعتداء الجنسي يكون الطرف المعتدي على دراية بالتحفيز الجنسي وحتى الوصول لحالة النشوة أو الشبق. عندما يكون هذا النوع بين الإخوة بعضهم البعض يعرف باسم الاعتداء بين الأشقاء. عندما يكبر ضحايا هذا الاعتداء غالبًا ما يملكون ذاكرة مشوشة عن الحادثة ولا يتذكرون هل تم هذا برغبتهم أو بموافقة منهم، أو حتى إذا كانوا هم المعتدين أم لا.

## الآثار
ضحايا هذا الفعل بما يتضمن الاعتداء بين الأشقاء غالبًا ما يعانوا من نفس الآثار وهي اضطراب القلق والإكتئاب وتعاطي المخدرات وميول انتحارية واضطراب ما بعد الصدمة ومشكلات التغذية ومشاكل النوم وصعوبات في اكتساب الثقة بالشريك في العلاقات العاطفية. غالبًا ما يظن الضحية أنه كان فعلًا عاديًا تم بموافقته وإرادته بل يظن أحيانًا أنه هو من ابتدأ هذه الممارسات مع المعتدي. أكثر العوامل تأثيرًا على شدة هذه الأعراض هي استخدام القوة أو الإجبار وتكرار الاعتداء وطبيعة الاعتداء وإلى أي مدى تطور. تم ملاحظة أيضًا ازدياد الضرر على الضحايا مع تقدم السن.